# Диди-Тхинала
Диди-Тхинала (груз. დიდი თხინალა) — село в Грузии. Находится в Хашурском муниципалитете края Шида-Картли. Высота над уровнем моря составляет 1080 метров. Население — 0 человек (2014).